# Pont-en-Royans
Pont-en-Royans é uma comuna francesa na região administrativa de Auvérnia-Ródano-Alpes, no departamento de Isère. Estende-se por uma área de 2,9 km². Em 2010 a comuna tinha 810 habitantes (densidade: 279,3 hab./km²).